# Dialogue sur l'art et la politique
 (mai 2022).
La mise en forme du texte ne suit pas les recommandations de Wikipédia : il faut le « wikifier ».
Les points d'amélioration suivants sont les cas les plus fréquents. Le détail des points à revoir est peut-être précisé sur la page de discussion.
- Les titres sont pré-formatés par le logiciel. Ils ne sont ni en capitales, ni en gras.
- Le texte ne doit pas être écrit en capitales (les noms de famille non plus), ni en gras, ni en italique, ni en « petit »…
- Le gras n'est utilisé que pour surligner le titre de l'article dans l'introduction, une seule fois.
- L'italique est rarement utilisé : mots en langue étrangère, titres d'œuvres, noms de bateaux, etc.
- Les citations ne sont pas en italique mais en corps de texte normal. Elles sont entourées par des guillemets français : « et ».
- Les listes à puces sont à éviter, des paragraphes rédigés étant largement préférés. Les tableaux sont à réserver à la présentation de données structurées (résultats, etc.).
- Les appels de note de bas de page (petits chiffres en exposant, introduits par l'outil «  Source ») sont à placer entre la fin de phrase et le point final[comme ça].
- Les liens internes (vers d'autres articles de Wikipédia) sont à choisir avec parcimonie. Créez des liens vers des articles approfondissant le sujet. Les termes génériques sans rapport avec le sujet sont à éviter, ainsi que les répétitions de liens vers un même terme.
- Les liens externes sont à placer uniquement dans une section « Liens externes », à la fin de l'article. Ces liens sont à choisir avec parcimonie suivant les règles définies. Si un lien sert de source à l'article, son insertion dans le texte est à faire par les notes de bas de page.
- La présentation des références doit suivre les conventions bibliographiques. Il est recommandé d'utiliser les modèles {{Ouvrage}}, {{Chapitre}}, {{Article}}, {{Lien web}} et/ou {{Bibliographie}}. Le mode d'édition visuel peut mettre en forme automatiquement les références.
- Insérer une infobox (cadre d'informations à droite) n'est pas obligatoire pour parachever la mise en page.

Pour une aide détaillée, merci de consulter Aide:Wikification.
Si vous pensez que ces points ont été résolus, vous pouvez retirer ce bandeau et améliorer la mise en forme d'un autre article.
 (mai 2022).
Dialogue sur l’art et la politique est un livre d’entretiens écrit par le réalisateur Ken Loach et l’auteur Édouard Louis. Publié le 31 mars 2021, il fait partie de la collection « Des Mots » des éditions Presses universitaires de France.

## Livre
Intitulé Dialogue sur l’art et la politique, l’ouvrage se présente sous la forme d’un livre d’entretiens tirés d’un épisode de l’émission Studio B, diffusée en décembre 2019 sur la chaîne de télévision qatarie Al Jazeera.

### Résumé
Dans Dialogue sur l'Art et la Politique, Ken Loach et Édouard Louis échangent sur l'art, la violence sociale et les politiques actuelles en France, au Royaume-Uni, et dans le monde. Ils s'interrogent sur l'art comme moyen d'expression et de représentation. Au cours de leur dialogue, ils prennent comme exemples deux de leurs œuvres, et des moments de leur vie. 

### Structure
Le livre se découpe en deux parties. La première partie est intitulée Dialogue 1 : Travail et Violence, et la seconde Dialogue 2 : Politique et Transformation. À la fin de chaque dialogue, il y a une série de questions identifiées par : Questions à Ken Loach et Édouard Louis.

## Contenu

### Thèmes
L’entretien permet à l’écrivain français et au cinéaste anglais de s’interroger sur des notions de politique, d’art, et sur la valeur du travail sur lesquelles leurs opinions divergent parfois. Des notions d’empathie sont aussi abordées, et c’est un des points sur lesquels les deux auteurs semblent se rejoindre. Là ou Ken Loach cherche à mettre en avant l’empathie au travers du prisme de la solidarité, en mettant en avant les inégalités, les révoltes et les injustices, Édouard Louis défend que l’identification à une cause est nécessaire pour ressentir de l’empathie. L’ouvrage aborde également le thème de l’art, par lequel les auteurs mettent en lumière les injustices du monde actuel. Le dialogue laisse également les auteurs s’interroger sur la transformation du langage politique grâce au discours qui est fait de l’art. Le thème de l’art leur permet d’aborder des notions de violence de classe, de pouvoir et de réfléchir sur le rôle de l’art dans le contexte politique mondial.

### Œuvres citées
Au cours du dialogue, l'auteur et le réalisateur font référence aux films Moi, Daniel Blake et Sorry We Missed You, tous deux réalisés par Ken Loach, et aux livres Qui a tué mon père et En finir avec Eddy Bellegueule, écrits par Édouard Louis. L'auteur profite de ce dialogue pour dire qu'il s'est inspiré de Moi, Daniel Blake pour écrire son livre.